# Maesa subcaudata
Maesa subcaudata är en viveväxtart som beskrevs av Elmer Drew Merrill. Maesa subcaudata ingår i släktet Maesa och familjen viveväxter. Inga underarter finns listade i Catalogue of Life.